# 西経2度線
西経2度線（せいけい2どせん）は、本初子午線面から西へ2度の角度を成す経線である。北極点から北極海、大西洋、ヨーロッパ、地中海、アフリカ、南極海、南極大陸を通過して南極点までを結ぶ。
西経2度線は、東経178度線と共に大円を形成する。

## 通過する地域一覧
西経2度線は、北極点から南極点まで南に向かって以下の場所を通っている。
| 地理座標                                           | 国土・領土・領海 | 備考 |
| -------------------------------------------------- | ---------------- | --- |
| 北緯90度0分 西経2度0分 / 北緯90.000度 西経2.000度  | 北極海           | |
| 北緯81度45分 西経2度0分 / 北緯81.750度 西経2.000度 | 大西洋           | フーラ島（ イギリス・スコットランド、北緯60度8分 西経2度3分 / 北緯60.133度 西経2.050度）のすぐ東を通過                                                                          |
| 北緯59度33分 西経2度0分 / 北緯59.550度 西経2.000度 | 北海             | |
| 北緯57度41分 西経2度0分 / 北緯57.683度 西経2.000度 | イギリス         | スコットランド |
| 北緯57度18分 西経2度0分 / 北緯57.300度 西経2.000度 | 北海             | アバディーン（ イギリス・スコットランド、北緯25度8分 西経2度5分 / 北緯25.133度 西経2.083度）のすぐ東を通過                                                                      |
| 北緯55度46分 西経2度0分 / 北緯55.767度 西経2.000度 | イギリス         | イングランド — ベリック・アポン・ツイード（北緯55度46分 西経2度0分 / 北緯55.767度 西経2.000度）と西バーミンガム（北緯52度40分 西経2度0分 / 北緯52.667度 西経2.000度）を通過     |
| 北緯50度36分 西経2度0分 / 北緯50.600度 西経2.000度 | イギリス海峡     | コタンタン半島（ フランス、北緯49度42分 西経1度57分 / 北緯49.700度 西経1.950度）のすぐ西を通過 ジャージー島（北緯49度12分 西経2度1分 / 北緯49.200度 西経2.017度）のすぐ東を通過 |
| 北緯48度40分 西経2度0分 / 北緯48.667度 西経2.000度 | フランス         | ブルターニュ地域圏 ペイ・ド・ラ・ロワール地域圏 |
| 北緯46度44分 西経2度0分 / 北緯46.733度 西経2.000度 | 大西洋           | ビスケー湾 |
| 北緯43度19分 西経2度0分 / 北緯43.317度 西経2.000度 | スペイン         | バスク州 ナバーラ州 ラ・リオハ州 カスティーリャ・イ・レオン州 アラゴン州 カスティーリャ＝ラ・マンチャ州 ムルシア州 アンダルシア州                                               |
| 北緯36度51分 西経2度0分 / 北緯36.850度 西経2.000度 | 地中海           | アルボラン海 |
| 北緯35度5分 西経2度0分 / 北緯35.083度 西経2.000度  | アルジェリア     | |
| 北緯34度56分 西経2度0分 / 北緯34.933度 西経2.000度 | モロッコ         | |
| 北緯32度9分 西経2度0分 / 北緯32.150度 西経2.000度  | アルジェリア     | |
| 北緯23度12分 西経2度0分 / 北緯23.200度 西経2.000度 | マリ             | |
| 北緯14度35分 西経2度0分 / 北緯14.583度 西経2.000度 | ブルキナファソ   | |
| 北緯10度59分 西経2度0分 / 北緯10.983度 西経2.000度 | ガーナ           | |
| 北緯4度45分 西経2度0分 / 北緯4.750度 西経2.000度   | 大西洋           | |
| 南緯60度0分 西経2度0分 / 南緯60.000度 西経2.000度  | 南極海           | |
| 南緯69度53分 西経2度0分 / 南緯69.883度 西経2.000度 | 南極大陸         | ドローニング・モード・ランド（ ノルウェーが領有権を主張） |

## イギリスの陸地測量
イギリス陸地測量局ナショナルグリッドは、北緯49度00分00秒 西経2度00分00秒 / 北緯49.0000度 西経2.0000度地点を原点としている。